# Agalliopsis novellina
Agalliopsis novellina är en insektsart som beskrevs av Paul W. Oman 1935. Agalliopsis novellina ingår i släktet Agalliopsis och familjen dvärgstritar. Inga underarter finns listade i Catalogue of Life.